# Bəcirəvan (Imishli)
Bəcirəvan è un comune dell'Azerbaigian situato nel distretto di İmişli. Conta una popolazione di 2 137 abitanti.